# Ізмаїльський історико-краєзнавчий музей Придунав'я
Ізмаїльський історико-краєзнавчий музей Придунав'я — краєзнавчий музей в місті Ізмаїл Одеської області.

## Загальні відомості

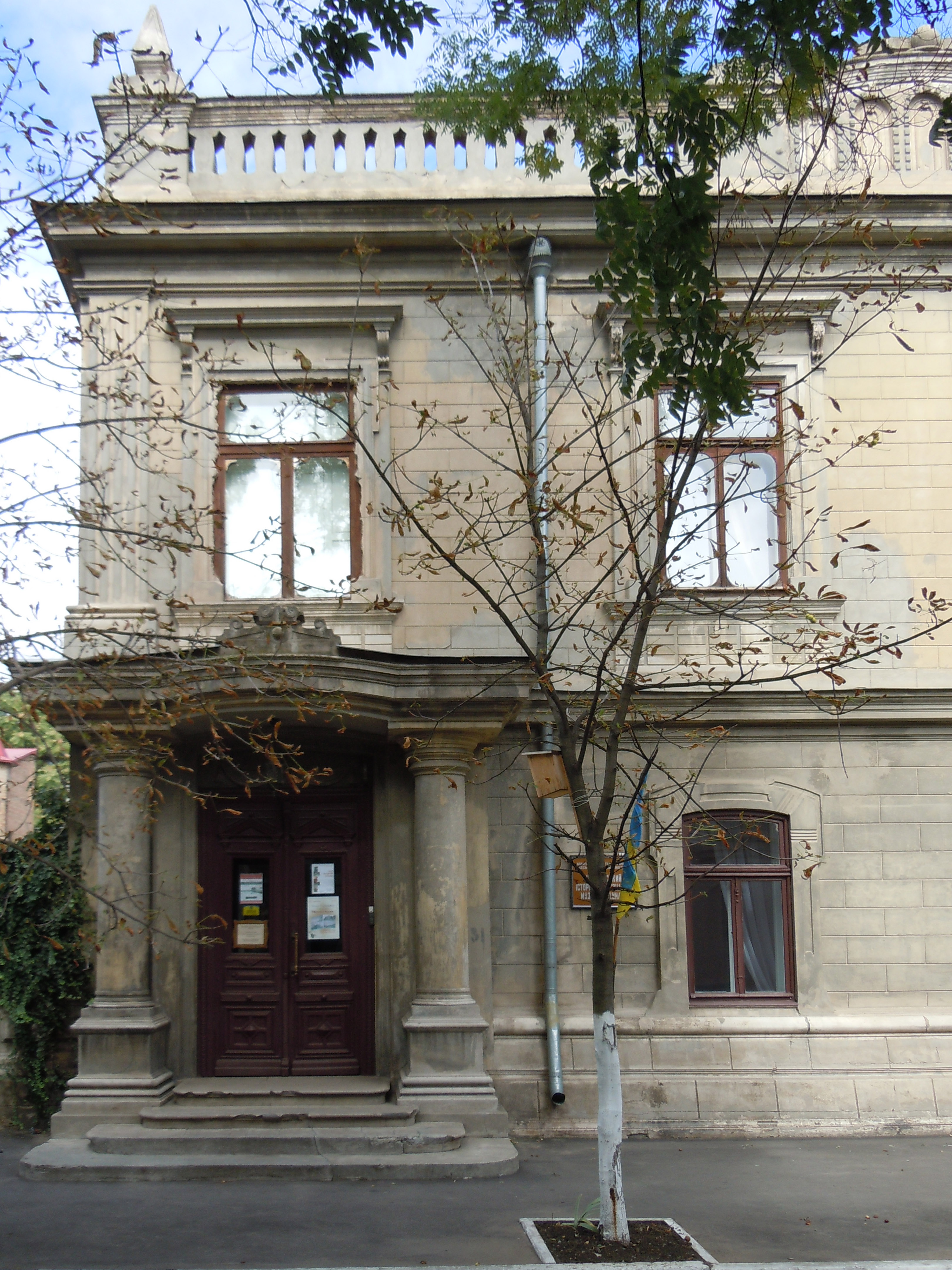
Головний вхід до музею на вулиці Тульчианівській

Музей розташований у центрі міста Ізмаїла у старовинному двоповерховому особняку, який належав міському голові, купцеві І гільдії Ф. П. Тульчианову.
Музей засновано у 1990 році, експозиційна площа складає близько 80 кв.м. Для відвідувачів відкриті 5 залів та фоє першого поверху, три зали та галерея другого поверху. Для відвідування також відкритий двір музею з квітниками, деревами та екзотичними кущами.
У дворі розташований старовинний двоповерховий флігель ХІХ століття у балканському стилі з дерев'яною галереєю другого поверху і кутовою вежею, в якій знаходиться частина музейного сховища. На частині музейного двору планується створення експозиції «Бессарабське подвір'я».

## Експонати
За двадцять п'ять років існування у музеї зібрано понад 35 тис. експонатів культурно-історичного значення, що характеризують місто та край у різні хронологічні періоди. Представлено такі групи зберігання, як археологія, нумізматика, фалеристика, історико-побутові прдмети, предмети мистецького вжитку, карти, документи та фотографії, кіно-фото-фоно документи, об'єкти живої та неживої природи. У колекції Музею знаходяться унікальні об'єкти з археологічних розкопок на території краю, дорогоцінні монети та прикраси, предмети побуту — різноманітна кераміка, старовинний столовий посуд, меблі, годинники, музичні інструменти, зразки народного та світського (салонного) одягу, аксесуари, атрибутика, предмети культового призначення, колекції мінералів та палеонтології.

## Виставки

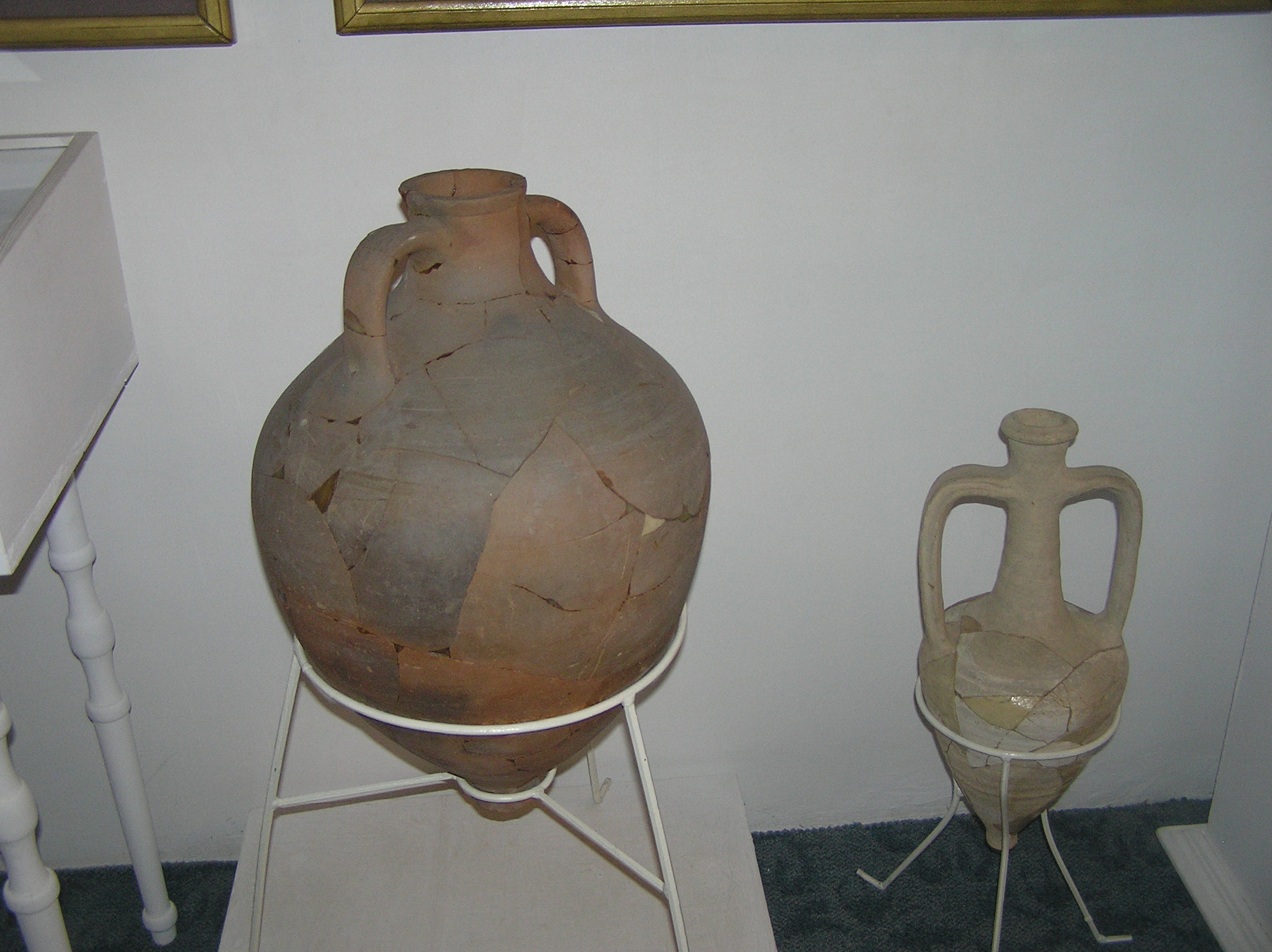
Античні амфори і музеї

Експозиція музею наразі не є постійною, в залах відбуваються різні виставки. Так, у залах першого та другого поверху можна ознайомитися із такими виставками:
- «Сміл-Сініл-Ізмаїл», що була створена за матеріалами археологічних розкопок на території колишньої Ізмаїльської фортеці і документах з фондів музею та Ізмаїльського архіву;
- «Вікно в минуле Придунайського краю» — представляє історію заселення і розвитку краю в ХІХ — першій третині ХХ ст.;
- «Південна Бессарабія у полум'ї Другої Світової» — зображає оборону Придунав'я, народну боротьбу проти румунського окупаційного режиму в 1941–1944 рр., звільнення краю від німецько-румунських загарбників у серпні 1944 р.
- «Скарби морськи глибин», яка демонструє природні колекції мешканців озер і річок Придунайського краю і Чорного моря, а також екзотичні зразки з інших країн;
- «Українська народна іграшка», у якій представлені зразки старовинних і сучасних виробів із різних матеріалів;
- «Чарівний світ природи», яка описує флору та фауну Придунав'я;
- «Не знає пам'ять тління», у якій розповідається про життя ізмаїльських євреїв з давніх часів до сьогодення;
- «Каса маре — родинний храм», присвячена історії та культурі молдован Придунайського краю на прикладі організації весільного обряду, в якому відображені регіональні традиції.

## Зал бойової слави

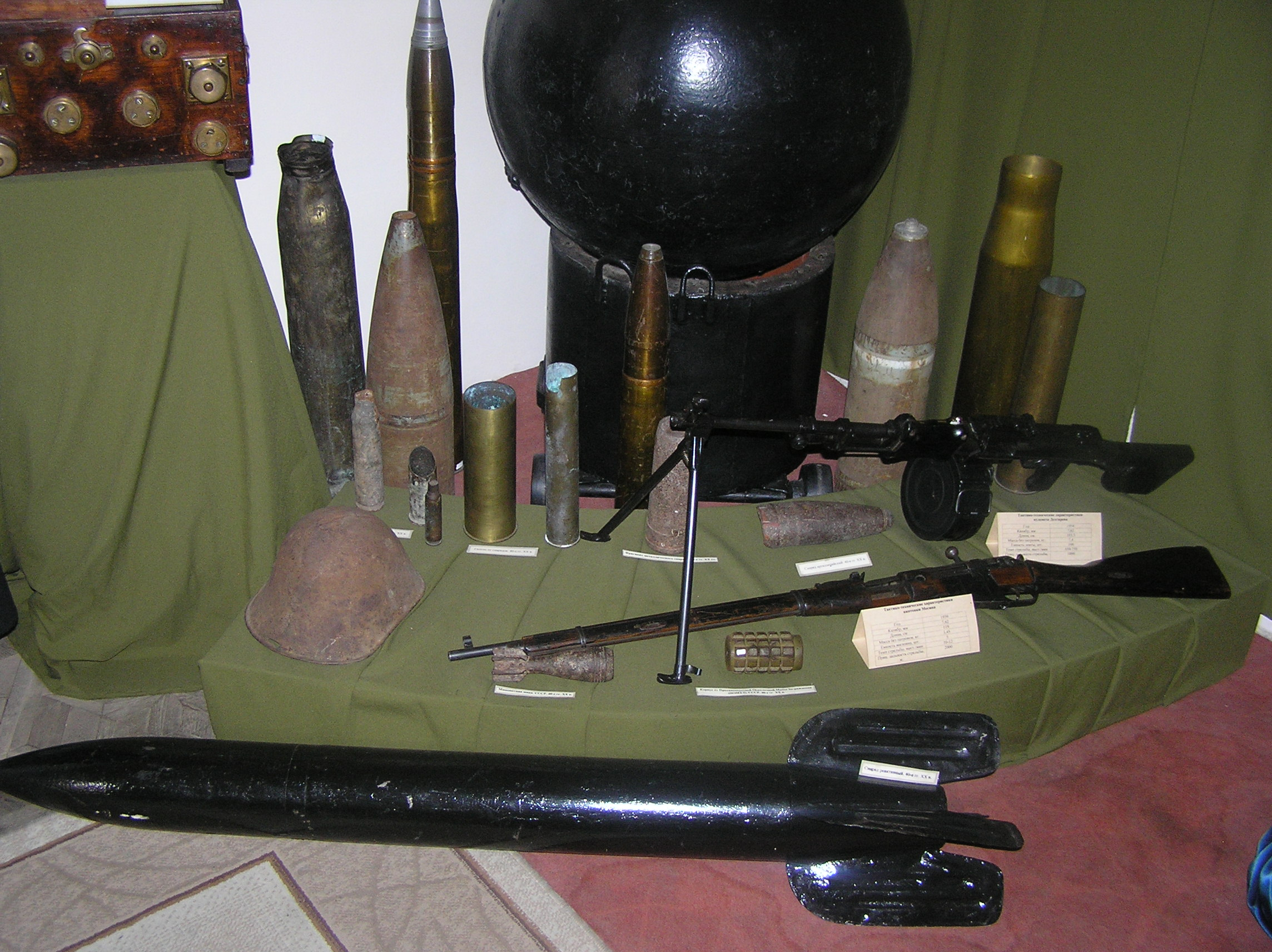
Фрагмент виставки «Південна Бессарабія у полум'ї Другої Світової»

26 серпня 2014 року, в день 70-річчя визволення Ізмаїла від німецько-румунських загарбників, у музеї відбулося відкриття Залу Бойової Слави. Урочисте відкриття Залу Бойової Слави відвідали представники міської і районної влади, ветерани Великої Вітчизняної війни та воїни-інтернаціоналісти.
Експозиція знайомить відвідувачів з історією оборони південнобессарабських земель радянськими воїнами влітку 1941 року, боротьби проти румунських загарбників у 1941–1944 рр. і звільнення краю від окупантів у серпні 1944 року. На виставці представлені снаряди та обмундирування солдат сухопутних військ, матросів, особисті речі учасників звільнення. Серед експонатів найбільш цінні: річкова міна, прапор з монітора «Ударний», морський кортик начальника штабу Свердлова, погони контр-адмірала Холостякова Георгія Микитовича (із 24.05.1945 — віце-адмірал).
Особливе місце в експозиції займають матеріали, присвячені народній боротьбі проти німецько-румунських окупантів, активним діячам і організаторам підпільного руху в Південній Бессарабії в роки окупації.
Окрему тему в Залі Бойової Слави складає Афганська війна 1979 — 1989 років. Також на виставці присутній пам'ятний стенд, присвячений подіям на Сході України і місцевим героям, що загинули під час проведення АТО.

## Театр «Софокл»

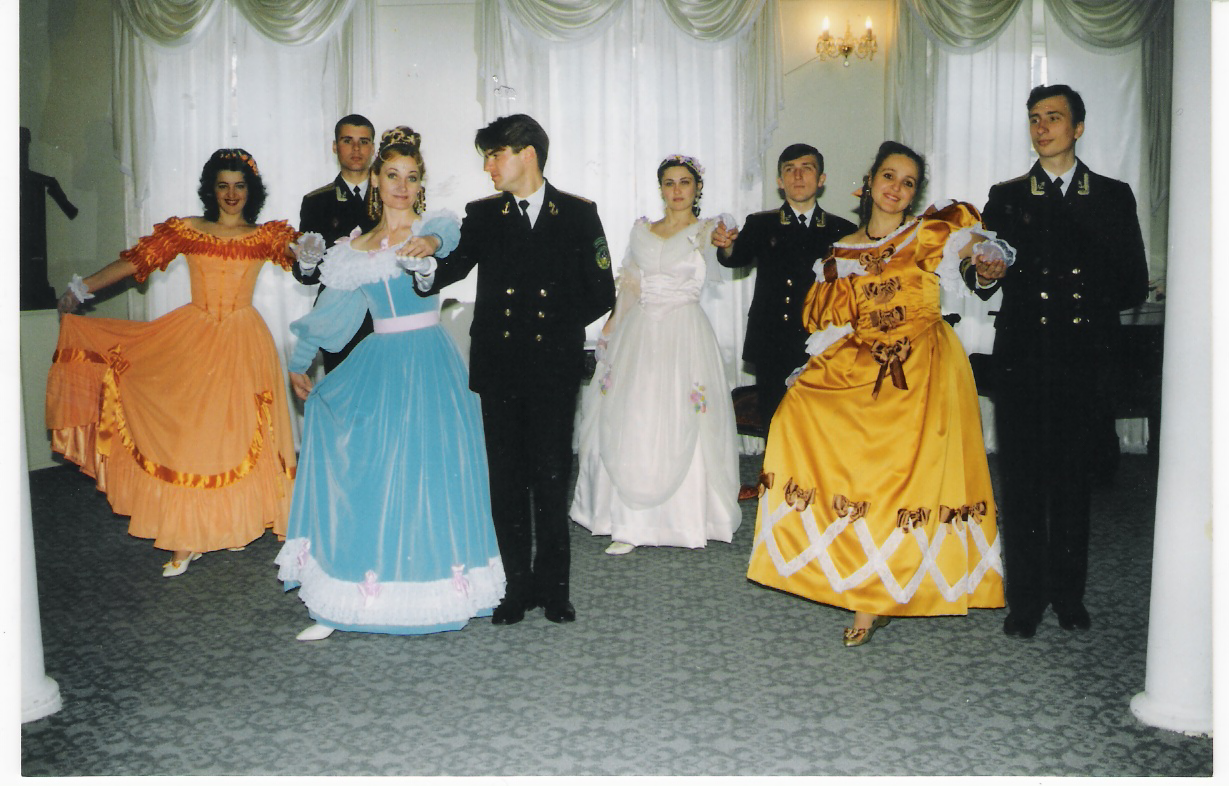
Учасники театру «Софокл» на демонстрації вистави

При музеї діє народний театр «Софокл». Початок його створенню поклав художній проект, спрямований на екскурсоводів музею, яким мали розробити історичні костюми. Метою задуму було надання особливого значення не лише обстановці колишнього будинку Тульчианова, але й загальній атмосфері того часу (початок ХХ ст.), коли європейський стиль життя швидко ставав звичним. Пошук нових форм роботи та неординарної методики проведення екскурсій призвів до реалізації ідеї з відновлення старовинного вбрання. Саме день презентації першого історичного костюму кольору «старовинного золота» (6 березня 1998 р.) вважається днем народження «Софоклу». Згідно з наказом управління культури Одеської ОДА № 177 від 27 грудня 1999 р. театру було присвоєно звання народного. У 2004 році театр став лауреатом Всеукраїнського конкурсу «Українська мова — мова єднання» (третє місце в номінації «На видноті всього світу»), у 2006-у — лауреатом конкурсу «Театральна весна» у номінації «Театр історичного костюму».
Наразі колекція театру налічує 29 історичних костюмів, у тому числі: Анни Ярославни, дочки київського князя Ярослава Мудрого (відтворений за картиною художника Петра Андрусєва); відомої меценатки XVI ст. Галшки Гулевичівни (за живописним портретом художниці Мирослави Перевальської-Пшеничної); бальне вбрання Наталії Миколаївни Гончарової-Пушкіної з акварельного портрету Карла Брюллова; Єлизавети Ксаверівни Воронцової (відтворений за малюнком сучасного художника К. Іванова) та ін.
Театр, в якому беруть участь працівники музею, демонструє вистави «Від Києва до Парижа») (з демонстрацією історичних костюмів Х — XIX ст.), «Самовари та традиції чаювання», «Секрети старої скрині», «Масниця — свято сонця». У перспективі в театрі збираються відтворити народні костюми етносів, що населяли Південну Бессарабію, аби шляхом театралізованих вистав зберегти звичаї і традиції кожного народу, виховати у молодого покоління любов до рідного краю.

## Галерея

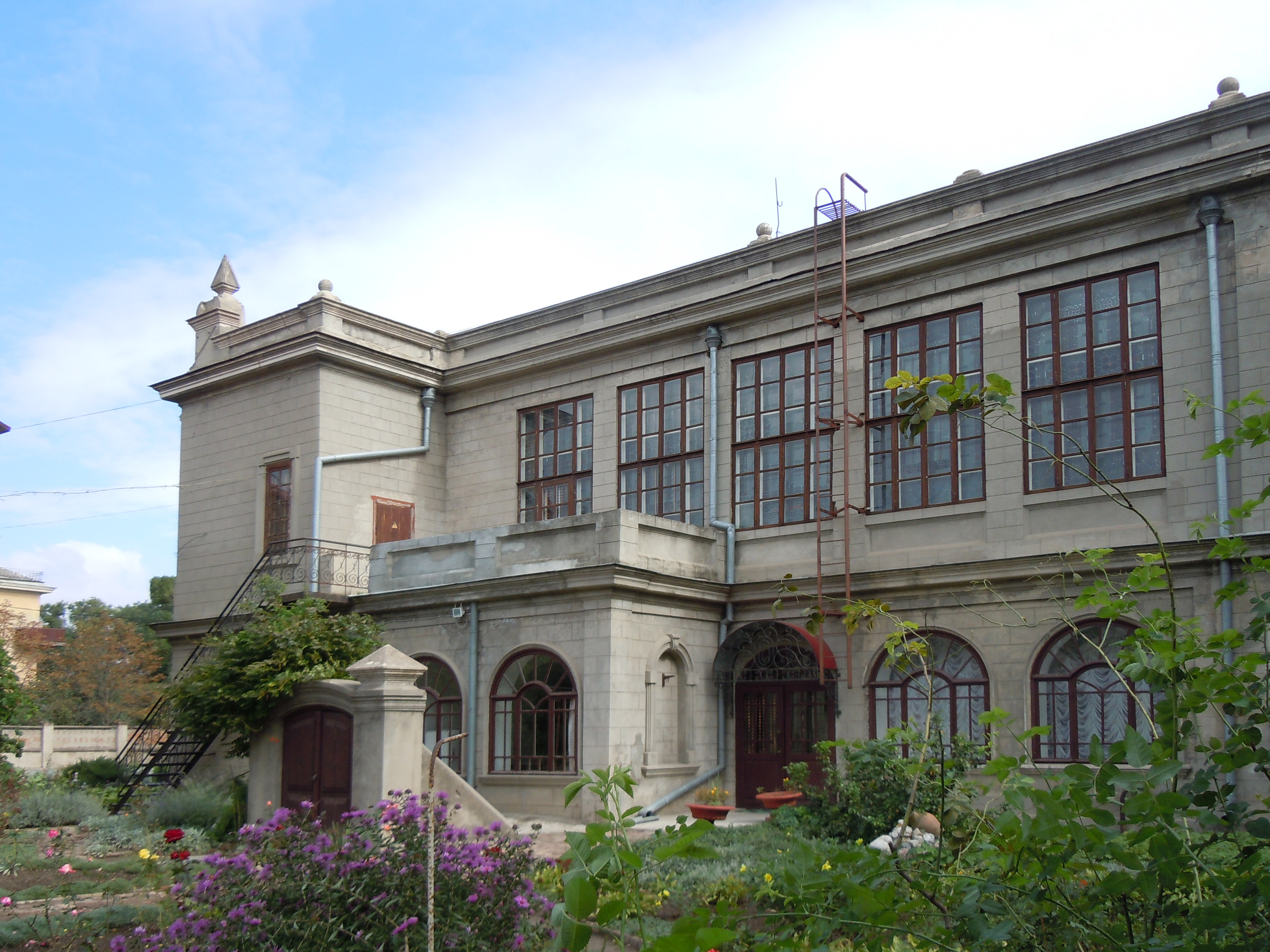
Особняк Тульчіанова, вигляд з двору
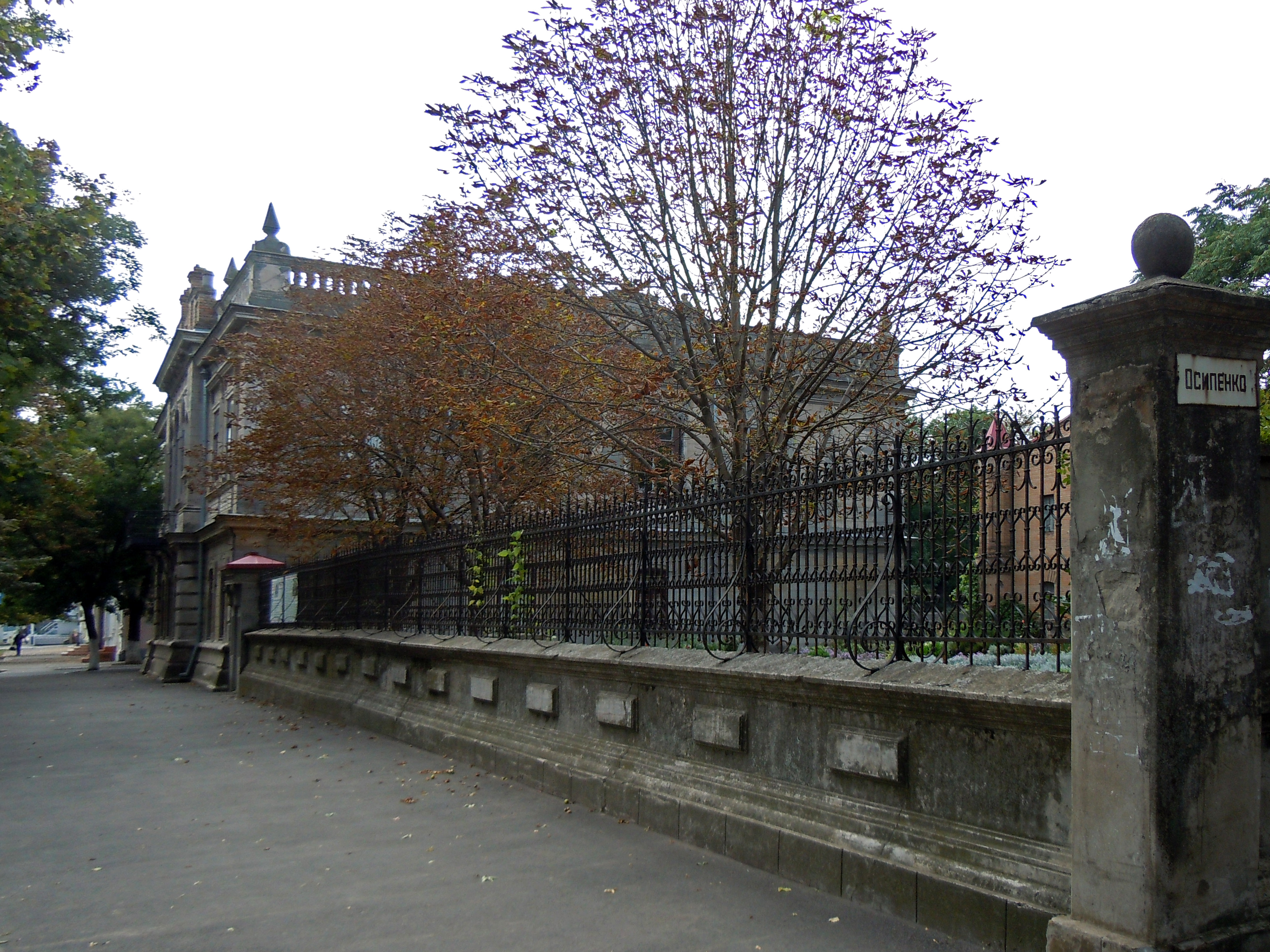
Огорожа з боку проспекту Незалежності, на розі із вулицею Осипенко
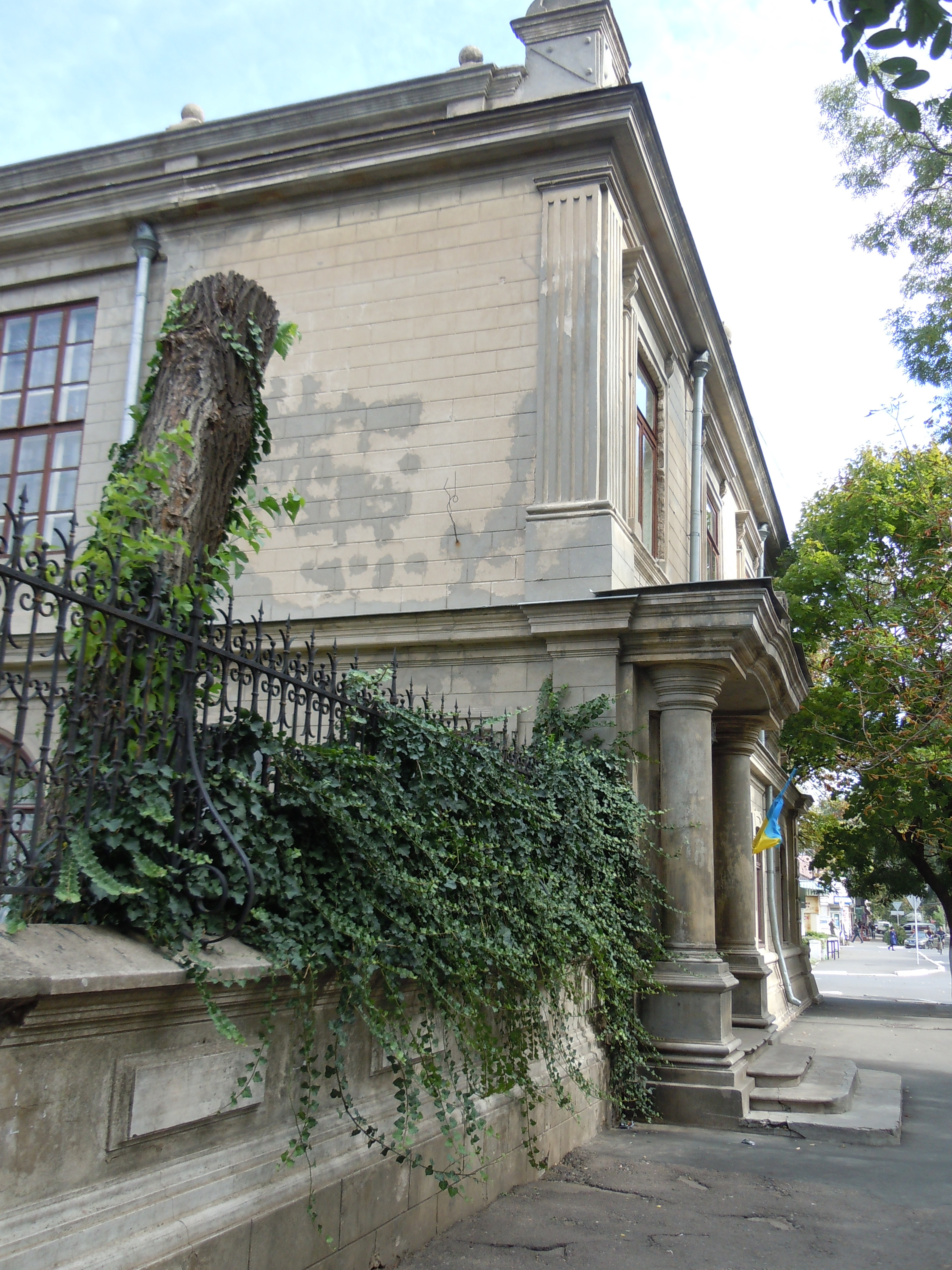
Огорожа з боку вул. Тульчианівської
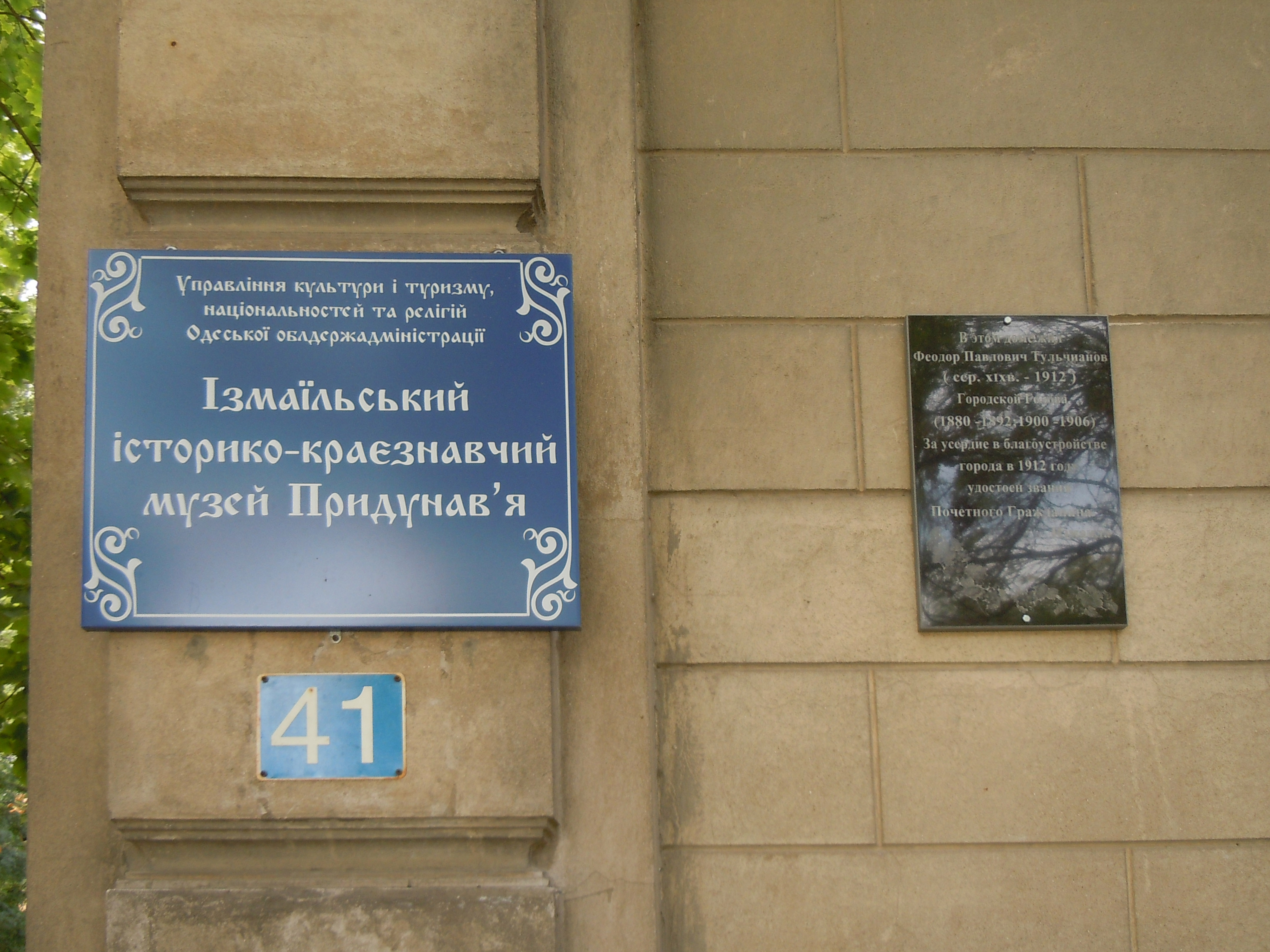
Табличка при вході
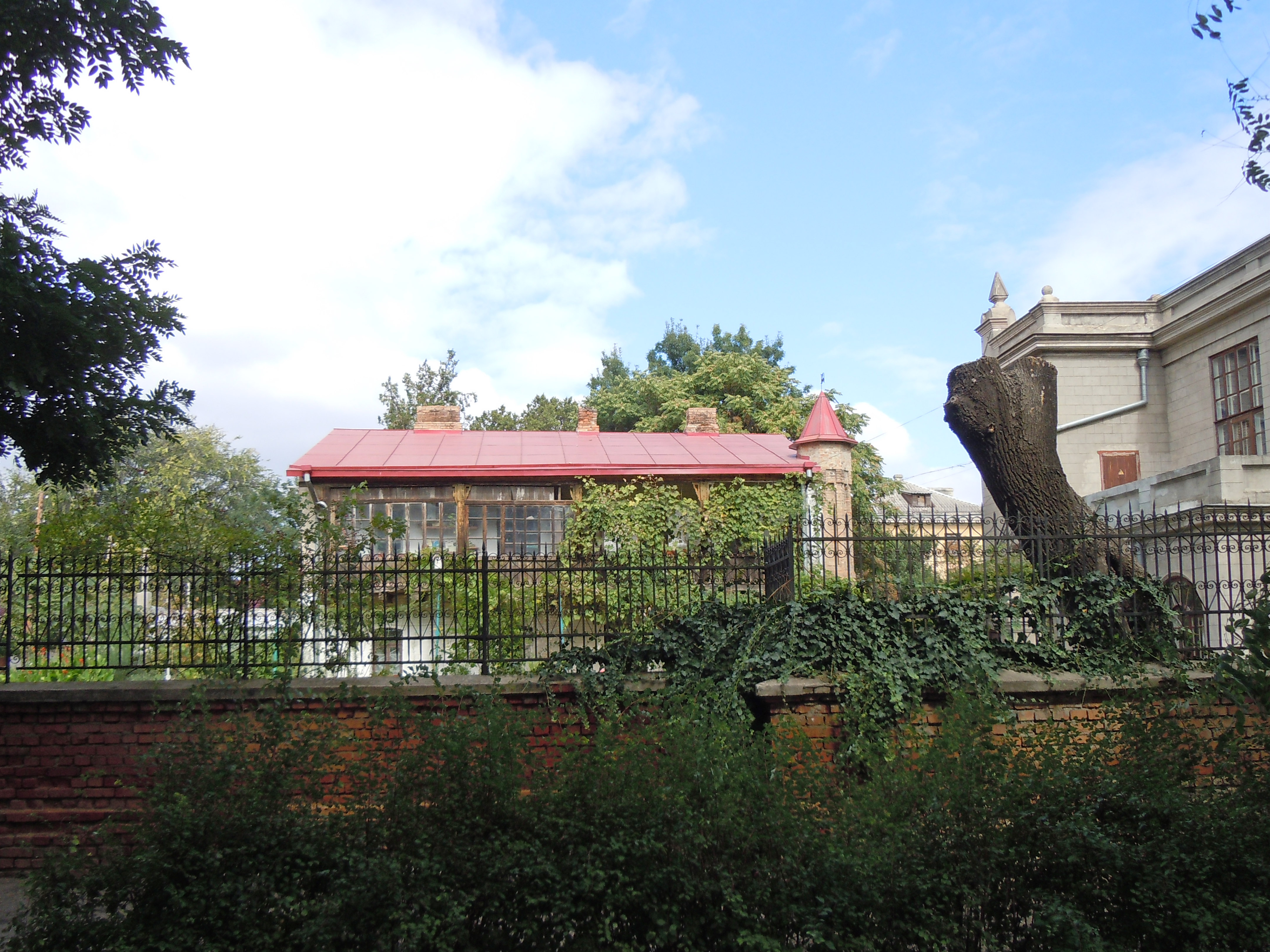
Двір музею з боку вул. Тульчианівської
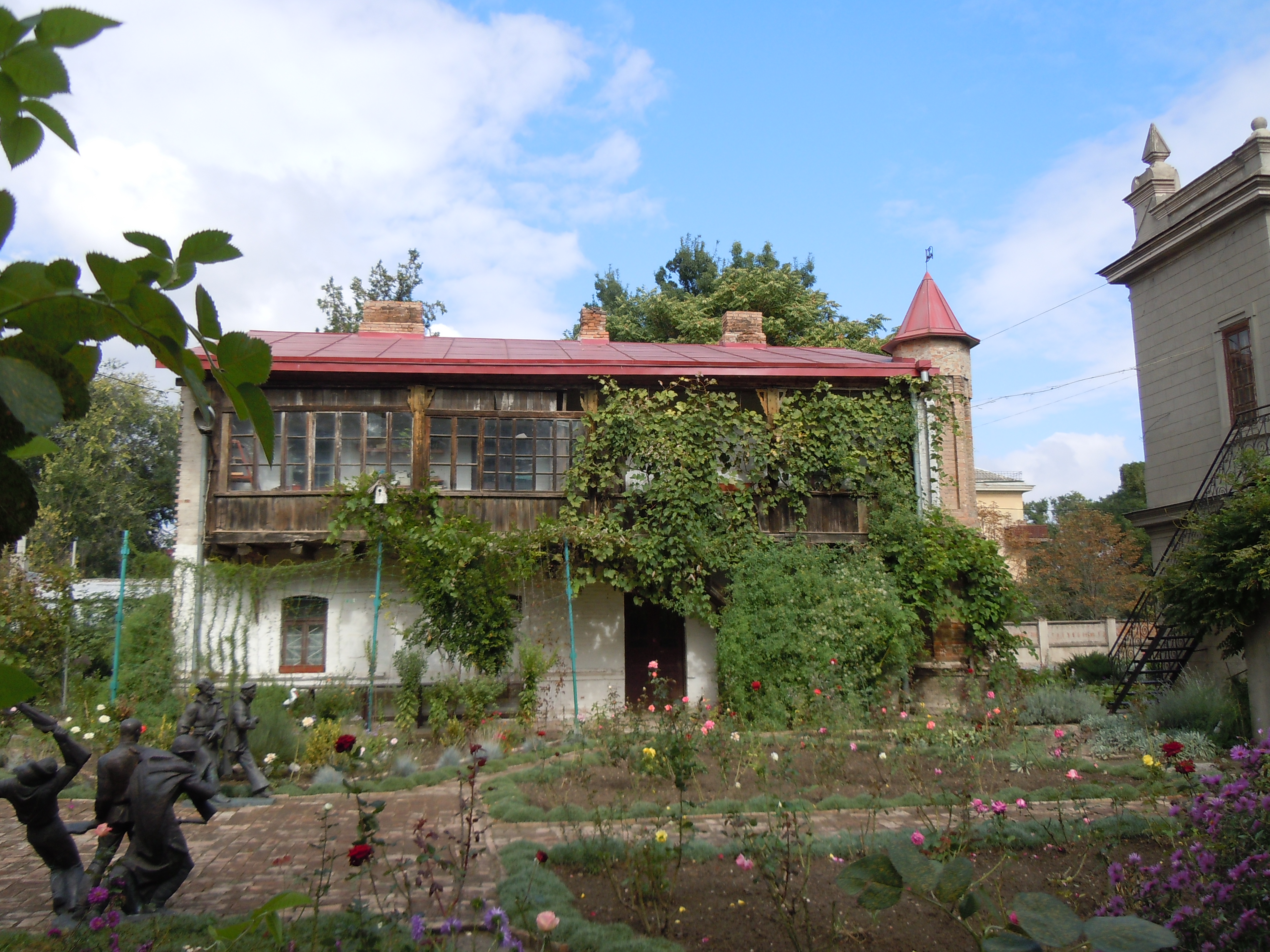
Дворовий флігель